# 佐々木千隼
佐々木 千隼（ささき ちはや、1994年6月8日 - ）は、東京都日野市出身のプロ野球選手（投手）。右投右打。横浜DeNAベイスターズ所属。

## 経歴

### プロ入り前

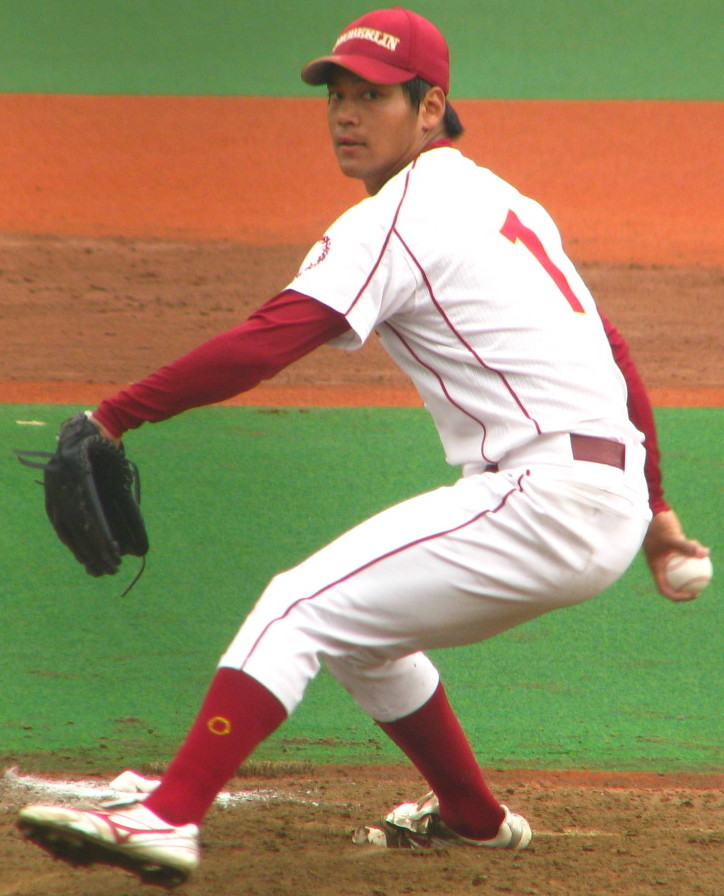
桜美林大学時代

小学校2年生から日野イースタンジュニアで野球を始め、ポジションは主に三塁手、6年生からは投手も務めた。日野市立三沢中学校では軟式野球部に所属し、ポジションは投手・三塁手・外野手。都大会ベスト8が最高成績であった。
東京都立日野高等学校では硬式野球部に所属し、1年夏から控え三塁手としてベンチ入り。2年冬には東京都選抜に選出され、3年春からはチームのエースとなった。3年夏の西東京大会では、3回戦で早稲田実業を相手に延長13回221球を投げ抜き、3失点完投勝利。続く4回戦では4失点完投、5番打者としても先制2点適時打と特大本塁打を放つなど投打に活躍し、第1シードの日大鶴ケ丘を破り、ベスト8に入った。
桜美林大学への進学後は1年生の頃からマウンドに上がり、3年生の頃にはエースとして頭角を現した。4年時には日米大学野球の日本代表に選出され、2016年7月12日の第1戦に先発し、7回3安打12奪三振1失点と好投した。10月8日の首都大学野球リーグの東海大学戦では3安打完封と快投し、2014年に桜美林大学が首都大学野球リーグの1部に上がって以来、東海大学に対して初めて勝利を挙げた。また、これが同リーグ年間7度目の完封となり、かつて東海大学に所属した菅野智之に並ぶリーグタイ記録となった。
2016年10月20日に行われたドラフト会議では、田中正義を外した千葉ロッテマリーンズ・読売ジャイアンツ・北海道日本ハムファイターズ・広島東洋カープ、柳裕也を外した横浜DeNAベイスターズから1位指名を受け、抽選の結果ロッテが交渉権を獲得。「都立高校出身選手」では初の1位指名、NPB史上最多の「5球団からの再指名」となった。その後、12月8日に契約金1億円プラス出来高払い5000万円、年俸1500万円（金額は推定）で契約した。背番号は11。
10月23日の東海大学とのリーグ戦で2失点完投勝利を挙げ、チームは1部昇格6期目で初優勝。これにより関東地区大学選手権へ出場し、2回戦の創価大学戦では田中と投げ合い、1失点完投勝利。準決勝の中央学院大学戦でも1失点完投勝利を収め、明治神宮大会への出場を決めた。関東地区大学選手権の決勝戦には登板しなかったものの、チームは初出場初優勝を果たし、佐々木は同大会の最優秀投手賞を受賞した。明治神宮大会では環太平洋大学との初戦に先発し、投げては8回2安打11奪三振1失点、打っては右中間席へ本塁打を放ち、チームを全国舞台初勝利に導いた。準決勝の日本大学戦には登板せず、明治大学との決勝戦に先発したが、5回4失点で敗戦投手となり、チームは準優勝となった。

### ロッテ時代

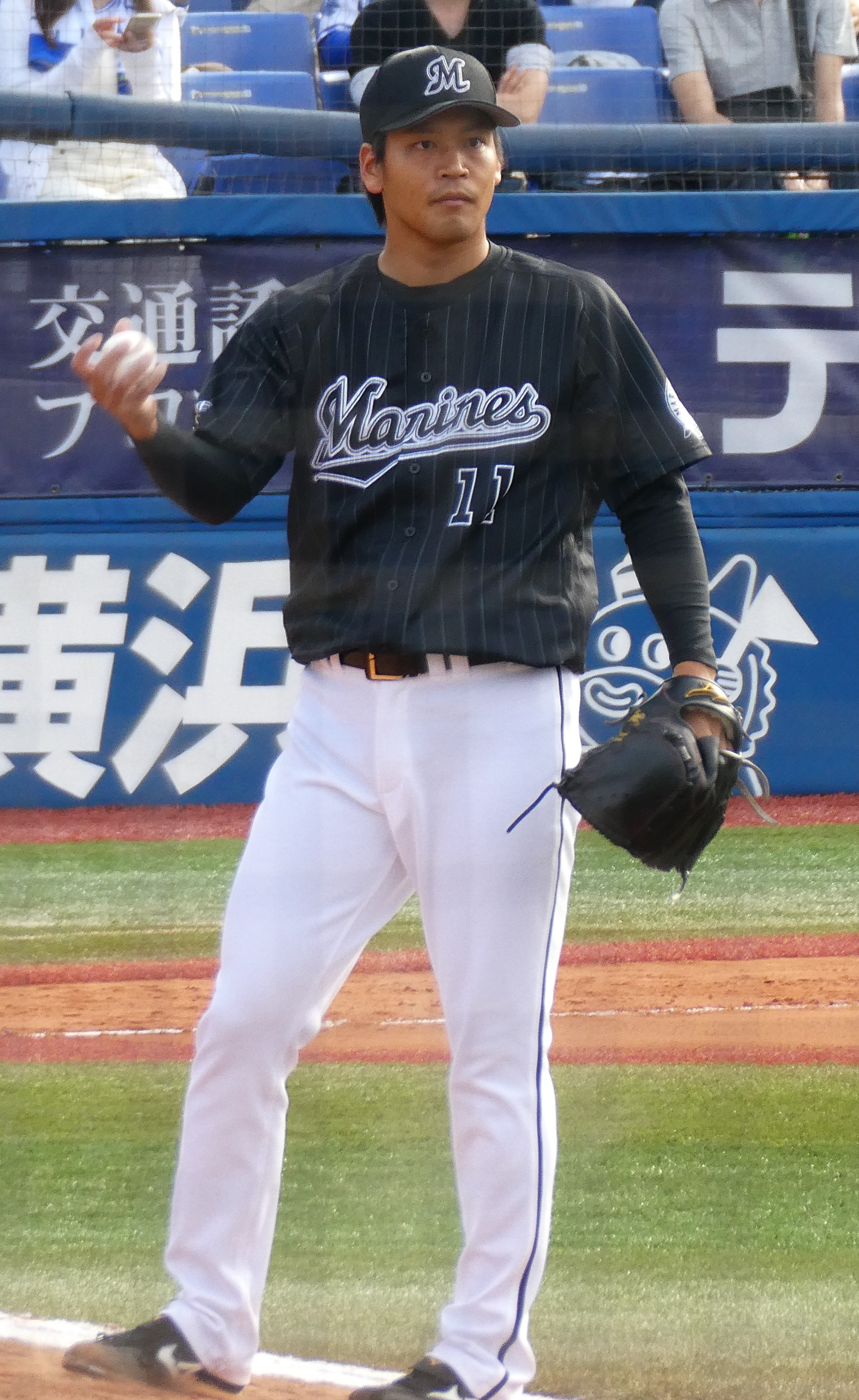
ロッテ時代
（2021年6月6日 横浜スタジアム）

2017年は春季キャンプを一軍でスタートし、オープン戦では走者を背負う苦しい投球が続いたものの、開幕6試合目の日本ハム戦でプロ初登板初先発。5回を投げて3安打、毎回の6四球とピンチを招きながらも1失点で耐え、プロ初勝利を挙げた。日程の都合で翌4月7日に出場選手登録を抹消され、2度目の先発登板となった4月20日の福岡ソフトバンクホークス戦では7回5安打1失点と好投するも、打線の援護が無くプロ初黒星。翌21日に再び登録抹消となり、5月4日の日本ハム戦での先発登板以降は先発ローテーションを回っていたものの、7月5日の東北楽天ゴールデンイーグルス戦でシーズン7敗目を喫すると、二軍再調整となった。9月13日の日本ハム戦で2か月ぶりの一軍先発登板となり、9回1失点でプロ初完投勝利を挙げた。同29日のオリックス・バファローズ戦ではプロ初の救援登板となり、シーズン最後の登板となった10月5日の楽天戦では先発し、勝ち負けは付かなかったものの、7回2失点（自責点1）と好投し、一軍復帰後は4戦2勝の負け無しで終えた。ルーキーイヤーは一軍で15試合（14先発）に登板して4勝7敗・防御率4.22という成績を残し、オフに470万円増となる推定年俸1970万円で契約を更改した。
2018年、この年チーム初の対外試合に先発して2回5失点を喫するなど、春先から調子が上がらず開幕を二軍で迎えた。イースタン・リーグでも9試合の登板で防御率5.12と不調は続き、7月6日に右肘関節鏡視下遊離体除去術を受けた。その後はリハビリを続け、一軍登板が無くシーズンを終え、オフに300万円減となる推定年俸1670万円で契約を更改した。
2019年、手術からの復帰に10か月を要したが、二軍戦10試合の登板を経て、7月9日の日本ハム戦で2年ぶりの一軍先発登板。7回5安打1失点と好投し、656日ぶりの白星を手にした。翌10日に出場選手登録を抹消されて以降は再登録と抹消を3度繰り返しながらも、後半戦の先発陣の一角に入り、チームがCS争いをしていたシーズン最終盤では中継ぎとして一軍へ昇格し、この年は7試合（6先発）の登板で2勝1敗・防御率2.53を記録。オフの契約更改では300万円増となる推定年俸1970万円でサインし、6月に2歳年上の一般女性と結婚していたことを公表した。
2020年、同じ苗字の選手である佐々木朗希が入団したものの、スコアボード上の表記は「佐々木」のまま変更されなかった。新型コロナウイルスの影響で開幕延期・試合数減となったシーズンであったが、春に右肩のコンディション不良が発生し、コロナ禍で思うようにリハビリが進まず、投球再開は夏場となった。2年前の右肘手術の影響も残っており、中継ぎとして起用され、一軍で新型コロナウイルスの集団感染が起きたことを受けて10月6日に出場選手登録をされたが、同26日に登録抹消。その後の一軍昇格は無く、この年は5試合の登板で防御率8.31という成績に終わり、オフに400万円減となる推定年俸1570万円で契約を更改した。
2021年は前年に肩を痛めて以降取り組み続けてきたという脱力投法が功を奏し、投球内容に大きな変化が現れた。開幕をロングリリーフとして一軍で迎えると、4月1日の楽天戦でプロ初ホールド、同18日のオリックス戦では約2年ぶりとなる白星を挙げた。さらに4月25日のソフトバンク戦では、2連投中だった守護神益田直也に代わって9回に登板しプロ初セーブを挙げ、その後も好投を続けるとフランク・ハーマンや唐川侑己がコンディション不良で戦列を離れ、勝ちパターンで起用されるようになった。前半戦は31試合に登板し防御率1.06と好成績を残すと、自身初となるオールスターゲームに選出された。この年は佐々木が抑えた直後の攻撃で得点が入ることが非常に多く、8月29日の楽天戦では前年までのキャリア通算6勝を上回る7勝目を挙げると、9月3日の日本ハム戦でも勝利投手となり、開幕から無傷の8連勝。これは球団史上4人目、オール救援勝利での達成は史上初という快挙であった（球界全体では2000年のダイエー・篠原貴行以来21年ぶり）。チームがリーグ優勝に向けて1敗も許されない状況で迎えた10月27日の楽天戦で同年初黒星を喫し、涙を流した悔しいシーズンとなったが、54試合の登板で8勝1敗26ホールド1セーブ・防御率1.26と好成績を残した。クライマックスシリーズでは計3試合に登板して無失点と好投したものの、チームはファイナルステージで敗退した。オフに3000万円増となる推定年俸4500万円で契約を更改した。
2022年は春季キャンプをB班でスタートすると、キャンプ途中から別メニュー調整が続き、この年初の実戦登板は開幕後の3月25日の二軍戦であった。4月8日に出場選手登録をされ、同日のオリックス戦でシーズン初登板を果たしたが、4月10日に新型コロナウイルス陽性判定者との濃厚接触の疑いで特例2022により登録抹消。翌11日には佐々木自身も新型コロナウイルス陽性判定を受けた。4月30日の二軍戦で実戦復帰し、5月6日に出場選手登録をされたが、同19日の楽天戦では2/3回を1安打4四球5失点の大乱調。のちに本人は「コンディショニング不良とかあったので、そこからなかなかいい感覚で投げられずにズルズルときてしまった」と語り、投球フォームにも試行錯誤し、5月28日に出場選手登録を抹消されて以降は2度の一軍昇格があったものの、好不調の波は激しく、この年は23試合の登板で2勝3敗1ホールド・防御率6.39という成績にとどまった。オフに650万円減となる推定年俸3850万円で契約を更改した。
2023年は2年ぶりに開幕を一軍で迎えたものの、1試合に登板したのみで4月2日に出場選手登録を抹消された。その後は二軍でも失点するケースが目立ったが、シュートを投げ始めると、9月はイースタン・リーグで9試合・9イニングを投げて防御率0.00と結果を残し、10月6日に出場選手登録。ただ、1試合に登板したのみで同8日に登録抹消となり、この年の一軍登板は2試合に終わった。11月18日、850万円減の推定年俸3000万円で契約を更改した。

### DeNA時代
2023年12月8日に実施された現役ドラフトで横浜DeNAベイスターズから指名され移籍することが決定した。佐々木はドラフト時にDeNAからも1位指名を受けており、ドラフトから7年越しの入団となった。12月11日に入団会見が実施され背番号は41に決定した。
2024年は開幕を二軍で迎えるも、5月26日までに二軍で17試合に登板し、防御率0.93の成績を残し、移籍後初めて一軍に昇格した。6月1日の日本ハム戦では右肩の違和感で緊急降板した中川颯の後を受けて2番手で登板すると、2回無失点の投球で移籍後初ホールドを記録した。シーズンでは最終的に28試合に登板し、0勝1敗1セーブ6ホールド、防御率1.95という成績だった。チームが3位でCS進出を決めると、ファイナルステージ第3戦で勝利投手になるなど、2017年以来の日本シリーズ進出に貢献。日本シリーズでも2試合に登板していずれも無失点に抑え、横浜DeNAベイスターズは前身球団含め26年ぶりに日本一となった。オフに500万円増の推定年俸3500万円で契約を更改した。
2025年は開幕を一軍で迎えたが、6試合に救援登板して防御率4.50の成績で、5月7日に登録を抹消された。その後二軍で25試合・32登板し、3勝0敗、防御率1.97の成績を記録。8月9日に一軍再合流となった。

## 選手としての特徴
投球フォームはサイドスローに近いスリークォーター。大学時代のストレートの最速は153km/hで、常時140km/h台後半を記録していた。スライダー、シンカー、ツーシームなど6種類の変化球を操る。大学時代、本人はシンカーが一番自信のある球種としていた。
プロ入り後はストレートの平均球速が140km/h台前後に留まっているが、キレと伸びがある。球速の低下について本人は大学時代の登板過多の影響は否定しているが、大学4年秋でのシンカーに頼った投球スタイルが本来のストレートの威力を失わせる一因になったことは認めている。また、リリーフ転向後は変化球をスライダー、シンカー、フォークの3球種に減らしている。2023年9月頃にはシュートを習得した。2024年時点では自信を持って投げられる球種としてスライダーを多投しており、その使用頻度はストレートを上回る。そのスライダーは平均球速は120km/h程度で、チェンジアップにも似た独特の軌道を描く。
野球解説者の高木豊によれば、コントロールは大雑把だという。
登板時はポーカーフェイスであり、どんな場面で起用されようとフラットに常に同じ気持ちで投げるよう心掛けている。

## 人物
千葉ロッテマリーンズは、佐々木の入団1年目に、新入団発表会で個人グッズを限定発売した。ドラフト1位ルーキーの個人グッズが入団会見から発売されるのは異例の早さであり、2016年1月3日に平沢大河、成田翔、原嵩の「高卒イケメントリオTシャツ」が発売されたが、その球団最速を更新した。
2016年、新入団会見で新人王と共に「広瀬すずとの共演」を目標に掲げた。広瀬は映画『ちはやふる』に主人公・綾瀬千早（ちはや）役で主演しており、ロッテのコマーシャルにも出演している。同じ名前の役を演じた彼女に縁を感じており、原作漫画も読んでいる。このニュースが報じられると原作者の末次由紀がTwitterで反応を示し、「広瀬すずさんとの共演が叶うといいな。なにより佐々木千隼選手のご活躍、心よりお祈りしています。」とエールを送った。
登場曲は、入団1年目から一貫して映画『ちはやふる』の主題歌であった、Perfumeの「FLASH」を使用している。これは自身の名前とかけたもので、楽曲のセレクトは、ロッテ球団広報の梶原紀章。DeNA移籍後も登場曲として使用しており、2024年6月12日、DeNA移籍後初のZOZOマリンスタジアムでの対ロッテ戦への登板になった際には、佐々木の名前がコールされるとビジター球場でありながら登場曲「FLASH」が流される演出がなされた。
桜美林大学卒業時には大学より学長賞が贈られ、さらには学長賞を上回る学園最高栄誉賞として学園創立者の名を冠した「清水安三賞」が創設され、桜美林学園の名誉の向上に貢献したとして佐々木が第1号受賞者となった。
2018年3月6日放送の千葉テレビ『白黒アンジャッシュ』に出演。高校の先輩であるアンジャッシュ（渡部建、児嶋一哉）と共演を果たした。以後2019年、2020年、2022年のシーズン前に同番組に出演した。

## 詳細情報

### 年度別投手成績
| 年 度     | 球 団     | 登 板 | 先 発 | 完 投 | 完 封 | 無 四 球 | 勝 利 | 敗 戦 | セ 丨 ブ | ホ 丨 ル ド | 勝 率 | 打 者 | 投 球 回 | 被 安 打 | 被 本 塁 打 | 与 四 球 | 敬 遠 | 与 死 球 | 奪 三 振 | 暴 投 | ボ 丨 ク | 失 点 | 自 責 点 | 防 御 率 | W H I P |
| --------- | --------- | ----- | ----- | ----- | ----- | -------- | ----- | ----- | -------- | ----------- | ----- | ----- | -------- | -------- | ----------- | -------- | ----- | -------- | -------- | ----- | -------- | ----- | -------- | -------- | ------- |
| 2017      | ロッテ    | 15    | 14    | 1     | 0     | 0        | 4     | 7     | 0        | 0           | .364  | 363   | 85.1     | 75       | 9           | 48       | 0     | 1        | 59       | 3     | 1        | 41    | 40       | 4.22     | 1.44    |
| 2019      | ロッテ    | 7     | 6     | 0     | 0     | 0        | 2     | 1     | 0        | 0           | .667  | 130   | 32.0     | 26       | 2           | 12       | 0     | 1        | 22       | 0     | 0        | 11    | 9        | 2.53     | 1.19    |
| 2020      | ロッテ    | 5     | 0     | 0     | 0     | 0        | 0     | 0     | 0        | 0           | ----  | 23    | 4.1      | 7        | 1           | 2        | 0     | 1        | 5        | 1     | 0        | 4     | 4        | 8.31     | 2.08    |
| 2021      | ロッテ    | 54    | 0     | 0     | 0     | 0        | 8     | 1     | 1        | 26          | .889  | 222   | 57.0     | 36       | 4           | 14       | 1     | 2        | 28       | 0     | 0        | 13    | 8        | 1.26     | 0.88    |
| 2022      | ロッテ    | 23    | 0     | 0     | 0     | 0        | 2     | 3     | 0        | 1           | .400  | 120   | 25.1     | 35       | 2           | 11       | 2     | 0        | 17       | 1     | 0        | 18    | 18       | 6.39     | 1.82    |
| 2023      | ロッテ    | 2     | 0     | 0     | 0     | 0        | 0     | 0     | 0        | 0           | ----  | 15    | 3.0      | 6        | 0           | 0        | 0     | 1        | 0        | 0     | 0        | 2     | 1        | 3.00     | 2.00    |
| 2024      | DeNA      | 28    | 0     | 0     | 0     | 0        | 0     | 1     | 1        | 6           | .000  | 158   | 37.0     | 30       | 3           | 17       | 2     | 2        | 28       | 0     | 0        | 9     | 8        | 1.95     | 1.27    |
| 通算：7年 | 通算：7年 | 134   | 20    | 1     | 0     | 0        | 16    | 13    | 2        | 33          | .552  | 1031  | 244.0    | 215      | 21          | 104      | 5     | 8        | 159      | 5     | 1        | 98    | 88       | 3.25     | 1.31    |

- 2024年度シーズン終了時

### 年度別守備成績
| 年 度 | 球 団  | 投手  | 投手  | 投手  | 投手  | 投手  | 投手     |
| 年 度 | 球 団  | 試 合 | 刺 殺 | 補 殺 | 失 策 | 併 殺 | 守 備 率 |
| ----- | ------ | ----- | ----- | ----- | ----- | ----- | -------- |
| 2017  | ロッテ | 15    | 9     | 7     | 0     | 2     | 1.000    |
| 2019  | ロッテ | 7     | 0     | 7     | 0     | 1     | 1.000    |
| 2020  | ロッテ | 5     | 0     | 1     | 0     | 0     | 1.000    |
| 2021  | ロッテ | 54    | 3     | 10    | 0     | 0     | 1.000    |
| 2022  | ロッテ | 23    | 0     | 5     | 0     | 0     | 1.000    |
| 2023  | ロッテ | 2     | 0     | 0     | 0     | 0     | ----     |
| 2024  | DeNA   | 28    | 5     | 4     | 0     | 1     | 1.000    |
| 通算  | 通算   | 134   | 17    | 34    | 0     | 4     | 1.000    |

- 2024年度シーズン終了時

### 記録
初記録
投手記録
- 初登板・初先発登板・初勝利・初先発勝利：2017年4月6日、対北海道日本ハムファイターズ3回戦（ZOZOマリンスタジアム）、5回1失点[117]
- 初奪三振：同上、1回表に西川遥輝から空振り三振
- 初完投勝利：2017年9月13日、対北海道日本ハムファイターズ22回戦（札幌ドーム）、9回1失点5奪三振[118]
- 初ホールド：2021年4月1日、対東北楽天ゴールデンイーグルス3回戦（ZOZOマリンスタジアム）、6回表に2番手で救援登板、3回1失点
- 初セーブ：2021年4月25日、対福岡ソフトバンクホークス6回戦（ZOZOマリンスタジアム）、9回表に5番手で救援登板・完了、2/3回無失点

打撃記録
- 初打席：2017年6月4日、対広島東洋カープ3回戦（MAZDA Zoom-Zoom スタジアム広島）、2回表に中村祐太から空振り三振

その他の記録
- オールスターゲーム出場：1回（2021年）

### 背番号
- 11（2017年[12] - 2023年）
- 41（2024年[89] - ）